# Les chétifs
Les chétifs (cat. Els captius) és una cançó de gesta francesa del cicle de la croada. La cançó narra les aventures i gestes de tres captius de la derrota de la batalla de Civitot, fi de la croada popular, fins que aconsegueixen ser posats en llibertat. Està escrita en laisses de versos alexandrins i es conserva en diversos manuscrits cíclics.

## Argument
Diversos cavallers cristians, fets presoners en la batalla de Civetot, ajuden el seu captor, Corbaran, a defensar-se davant del sultà que l'acusa de covardia, malgrat la victòria en la batalla, per la mort del seu fill (del sultà) en el combat. Richard de Caumont lluitarà contra dos gegants turcs en un combat judicial; Baudouin de Beauvais lluitarà contra un drac endimoniat, anomenat Sathanas; i Harpin de Bourges contra diversos animals salvatges (una hiena, uns lleons, etc.). Finalment aconseguiran ser alliberats.
D'aquests personatges, només Harpin de Bourges està ben documentat històricament.

### Edició
- The Old French Crusade Cycle, 5: Les Chétifs, edited by Geoffrey M. Myers, Tuscaloosa / Londres, University of Alabama Press, 1981, 371 p.

### Estudis
- Geoffrey M. Myers, "Les Chétifs. Étude sur le développement de la chanson", Romania 417 (1984), pp. 63-87 En línia
- Isabelle Weill, "Chétifs" a Dictionnaire des lettres françaises: le Moyen Âge, éd. Geneviève Hasenohr i Michel Zink, Paris, Fayard (La Pochothèque), 1994 p. 261
- Martí de Riquer, Los cantares de gesta franceses, Barcelona, Ariel, 2009 [traducció a partir de la versió ampliada francesa], ISBN 9788424936150, p. 314-315